# C23H32N6O4S
化学式C17H22N2O4（摩尔质量：488.6g/mol）可以指：
- 爱地那非，CAS号：496835-35-9
- 伐地那非，CAS号：224785-90-4
- 蒙莫西地那非（英语：Homosildenafil），CAS号：642928-07-2

|  | 这个同类索引页列出了具有相同分子式的化学物（即同分異構體）条目。 除非您是有意链接至本页，否则应将相应条目的内部链接指向正确的条目。 |